# Francesco Fogolla
Francesco Antonio Domenico Fogolla (Montereggio, 4 ottobre 1839 – Taiyuan, 9 luglio 1900) è stato un missionario e vescovo cattolico italiano, martire della Cina.
Venne beatificato da papa Pio XII nel 1946 e canonizzato il 1º ottobre 2000 da papa Giovanni Paolo II.

## Biografia

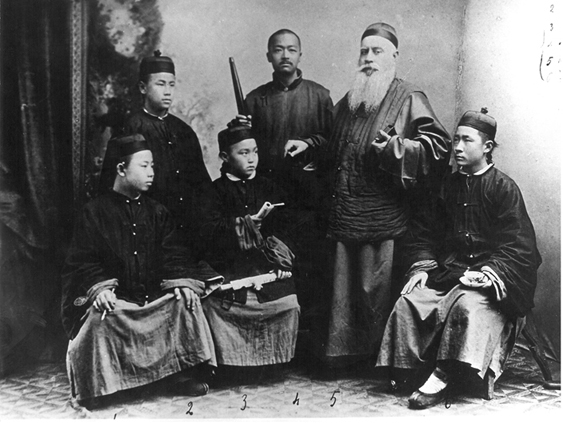
Santo Francesco Fogolla con camerierie e seminaristi.

Francesco Fogolla nacque a Montereggio il 4 ottobre 1839, ma si trasferì presto con la famiglia a Marano, frazione di Marore non lontana da Parma.
Dopo una gioventù dedicata all'istruzione, a 17 anni entrò nel convento della Santissima Annunziata e il 19 settembre 1863 fu ordinato sacerdote.
Partì per l'Oriente nel 1866 e due anni dopo fu nominato missionario per la regione dello Shanxi, vivendo per 7 anni in una regione con solamente 1.500 cristiani. Nel 1877 ricevette la nomina a vicario generale dello Shanxi. Nel 1897 fece ritorno in Italia, tornando poi in Cina fresco della nomina a vescovo, con il titolo della sede di Bagi, in qualità di coadiutore del vicario apostolico di Shansi Settentrionale.
Nel 1900 scoppiò la rivolta dei Boxer contro gli occidentali in Cina, con le violenze indirizzate in particolare contro i missionari e i cristiani. Nella notte tra il 5 e il 6 luglio venne arrestato dalle autorità cinesi insieme ad altri religiosi, tra cui Gregorio Maria Grassi e il confratello Elia Facchini, e condannato a morte senza processo il pomeriggio del 9 luglio 1900.

## Culto

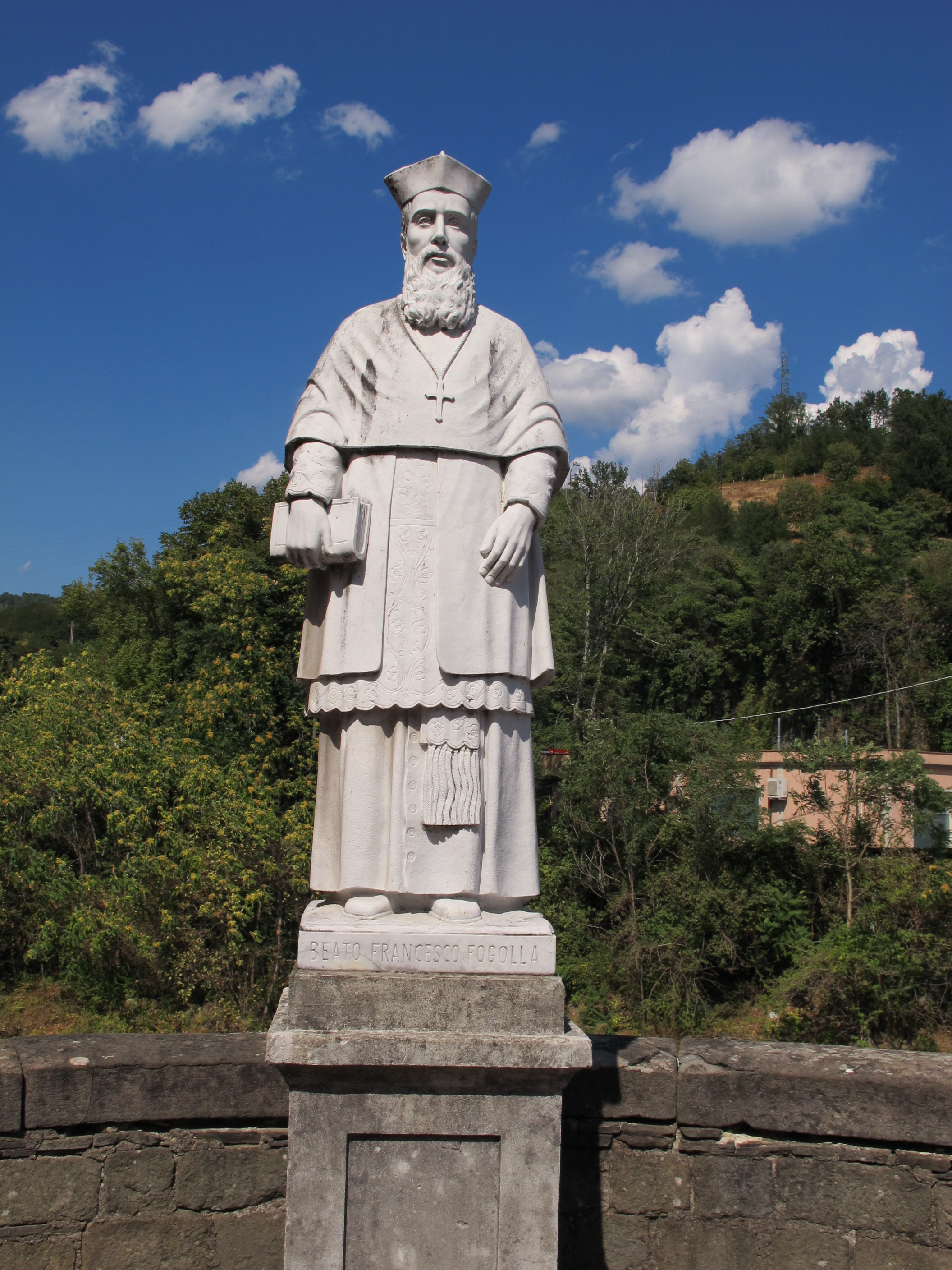
La statua di san Francesco Fogolla sul ponte dei quattro santi a Pontremoli

San Francesco Fogolla è venerato il 9 luglio insieme agli altri martiri cinesi (seminaristi, suore, sacerdoti) e insieme a san Gregorio Maria Grassi e sant'Elia Facchini, i quali conobbero il martirio con lui.
È co-patrono insieme a sant'Apollinare del suo paese natale, Montereggio. Nella chiesa parrocchiale sono conservate le sue reliquie, donate alla parrocchia di Montereggio dai frati della Santissima Annunziata di cui egli fece parte. Gli è intitolata la Scuola di formazione teologico pastorale della diocesi di Massa Carrara-Pontremoli. Sul ponte dei quattro santi a Pontremoli è stata posizionata una sua statua in marmo.

## Genealogia episcopale
La genealogia episcopale è:
- Cardinale Scipione Rebiba
- Cardinale Giulio Antonio Santori
- Cardinale Girolamo Bernerio, O.P.
- Arcivescovo Galeazzo Sanvitale
- Cardinale Ludovico Ludovisi
- Cardinale Luigi Caetani
- Cardinale Ulderico Carpegna
- Cardinale Paluzzo Paluzzi Altieri degli Albertoni
- Papa Benedetto XIII
- Papa Benedetto XIV
- Cardinale Enrico Enriquez
- Arcivescovo Manuel Quintano Bonifaz
- Cardinale Buenaventura Córdoba Espinosa de la Cerda
- Cardinale Giuseppe Maria Doria Pamphilj
- Papa Pio VIII
- Papa Pio IX
- Cardinale Luigi Maria Bilio, B.
- Vescovo Eugenio Clari
- Vescovo Francesco Fogolla